# William Henry Conley
William Henry Conley (Pittsburgh, 11 giugno 1840 – Pittsburgh, 25 luglio 1897) è stato un religioso statunitense, primo presidente della Zion's Watch Tower Tract Society.

## Biografia
Per poter svolgere l'opera di stampa e diffusione del messaggio evangelico, il 16 febbraio 1881 venne costituita la Zion's Watch Tower Tract Society, società editrice, con W. H. Conley presidente e Charles Taze Russell segretario e tesoriere.
Nel 1884 la Zion's Watch Tower Tract Society venne eretta in ente giuridico, con C. T. Russell presidente, e il suo statuto indicava che era più che una società editrice. Il suo vero obiettivo era religioso; era stata costituita per "la divulgazione delle verità bibliche in varie lingue".
Quando nel 1896 il nome fu cambiato ufficialmente in Watch Tower Bible and Tract Society, Conley non era più presente neppure nel direttivo di questo Ente.